# Мирикария
Мирикария (лат. Myricaria) — род лиственных кустарников, реже полукустарников, семейства Тамарисковые или Гребенщиковые (Tamaricaceae).

## Ботаническое описание

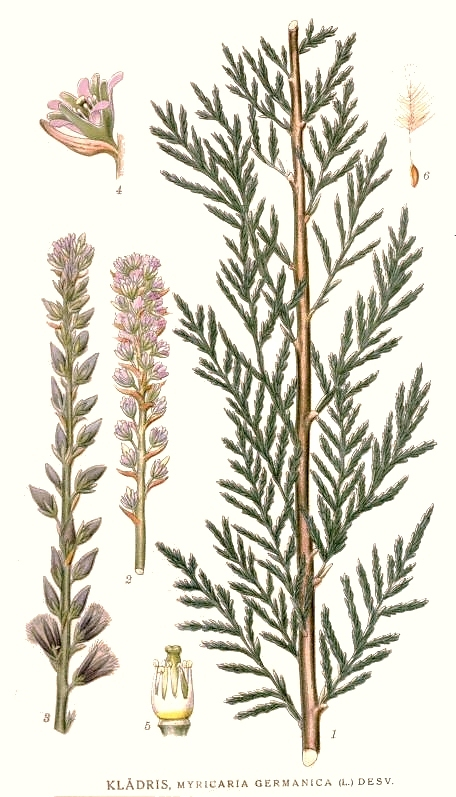
Мирикария германская (Myricaria germanica)

Невысокие, до 2 метров, прямостоячие или стелющиеся растения с побегами красновато или желтовато-бурого цвета.
Чешуевидные листья простые, очерёдные и сидячие, без прилистников, плотно покрывают побеги.
Цветки обоеполые с длинным прицветником, собраны в терминальные или боковые соцветия в форме кисти, метёлки или колоса.
Плод — пирамидальная коробочка. Семена многочисленные, с остистой вершиной, покрытые белыми ворсинками на половину или полностью. Эндосперм отсутствует.

## Распространение
Виды рода более всего распространены на территории Азии, один вид произрастает в Европе. В Сибири отмечено 4 вида, 2 в Казахстане, около 10 видов встречается в Китае, из которых четыре считаются эндемичными.
На территории России распространено в южных районах Сибири: на Алтае, в Тыве, Прибайкалье и Забайкалье. Встречается в горных областях, в лесном и субальпийском поясах, достигая высоты в 6500 метров над уровнем моря, образуя там низкорослые стелющиеся формы.

### Местообитания
Растение-пионер, в естественной среде обитающее преимущественно на песчаных и галечниковых прирусловых участках водных потоков.

## Значение и применения
Кора и другие части ранее использовались для получения чёрной краски. Кора растения богата дубильными веществами, которые могут употребляться для выделки кож.
В настоящее время растение не имеет заметного хозяйственного значения, два вида ограниченно используются в декоративных целях для одиночной посадки или формирования живой изгороди. Однако, ряд видов обладает хорошей декоративностью, устойчивостью к холоду, высокой скоростью роста, из-за чего признаются перспективными для широкого использования при озеленении городов Сибири.

## Систематика
По современным представлениям, род насчитывает около 13 видов, однако полного и однозначного представления о составе рода не существует. Многие исследования, посвящённые этому роду, содержат противоречивые сведения. При описании отдельных видов используются многочисленные диагностические признаки без учёта сведений об их изменчивости. Для уточнения видового состава рода необходимы дополнительные изыскания.
Список видов
- Myricaria albiflora Grierson & D.G.Long
- Myricaria bracteata Royle — Мирикария лисохвостная, или Мирикария лисохвостниковая
- Myricaria dahurica (Willd.) Ehrenb. — Мирикария даурская [syn.  Myricaria longifolia Ehrenb. — Мирикария длиннолистная]
- Myricaria elegans Royle — Мирикария изящная
- Myricaria germanica (L.) Desv. typus[1] — Мирикария германская или Жидовник[4].
- Myricaria laxa W.W.Sm.
- Myricaria laxiflora (Franch.) P.Y.Zhang & Y.J.Zhang
- Myricaria paniculata P.Y.Zhang & Y.J.Zhang
- Myricaria platyphylla Maxim.
- Myricaria prostrata Hook.f. & Thomson
- Myricaria pulcherrima Batalin
- Myricaria rosea W.W.Sm.
- Myricaria squamosa Desv. — Мирикария чешуйчатая
- Myricaria wardii C.Marquand